# Zimmeriana longirostris
Zimmeriana longirostris är en kräftdjursart som beskrevs av Hale 1946. Zimmeriana longirostris ingår i släktet Zimmeriana och familjen Gynodiastylidae. Inga underarter finns listade i Catalogue of Life.